# Імуноглобуліни класу A

Схематичне зображення імуноглобуліну А, де показано (синій), (червоний), J-ланцюг (пурпуровий) та (жовта).

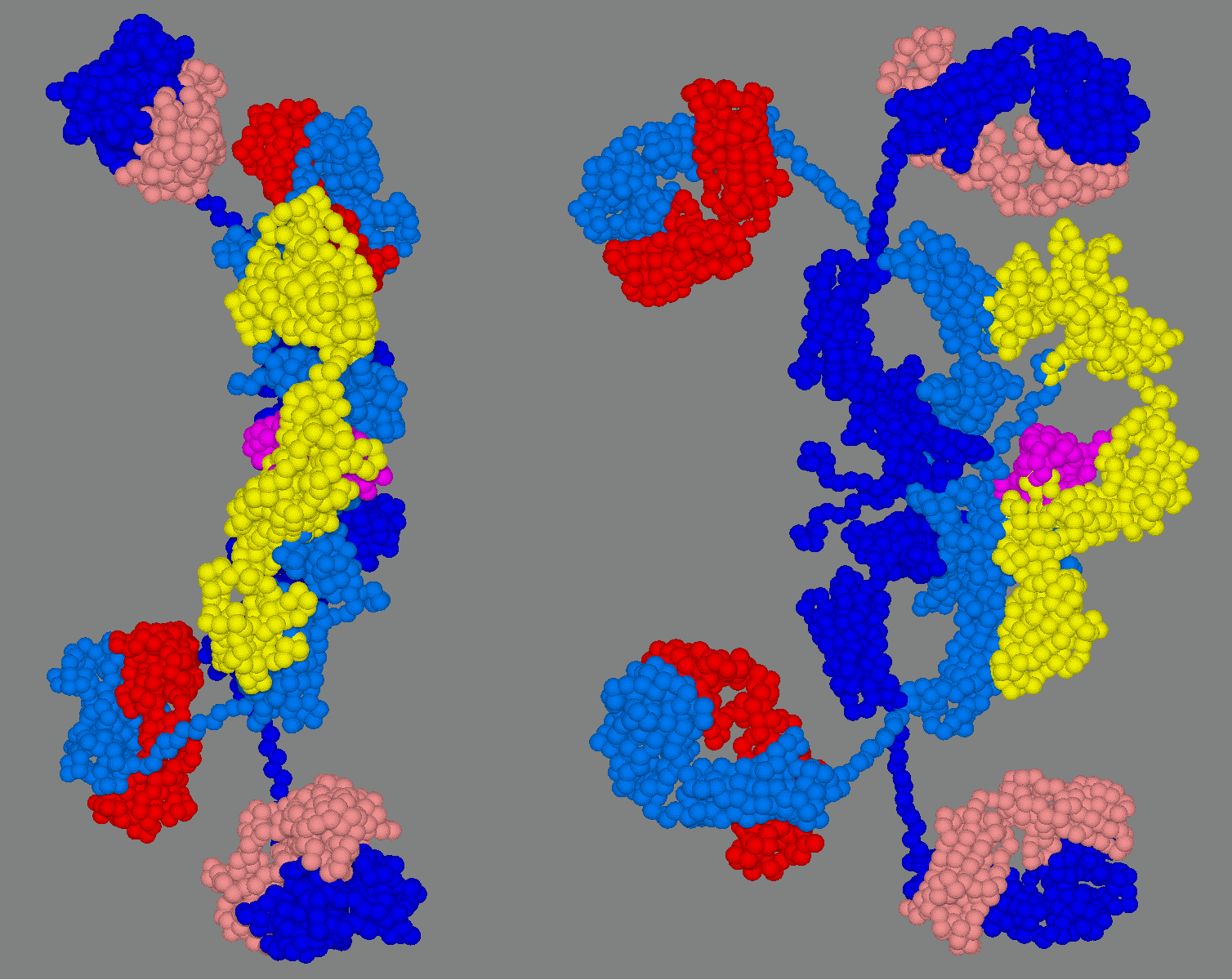
Два однакових зображення, одне обернуте на 90 градусів відносно іншого, ланцюгів амінокислот, що містять секреторний IgA1. Кольори: H-ланцюги (синій та світло-блакитний), L-ланцюги (червоний та світло-червоний), J-ланцюг (пурпуровий) та секреторна складова (жовтий). Координати кожного основного атома вуглецю були отримані з PDB entry 3CHN

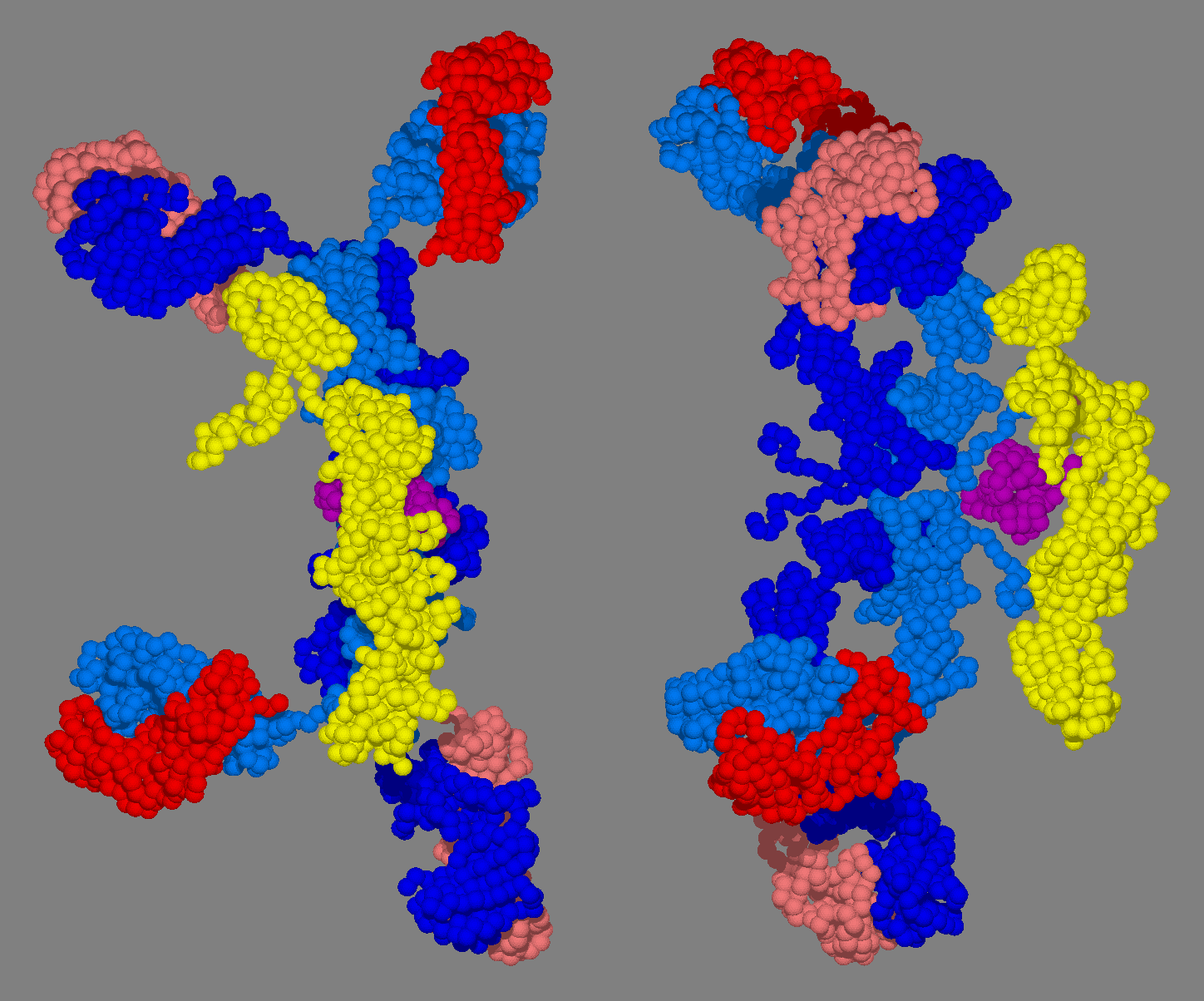
Два однакових зображення, одне обернуте на 90 градусів відносно іншого, ланцюгів амінокислот, що містять секреторний IgA2. Кольори: H-ланцюги (синій та світло-блакитний), L-ланцюги (червоний та світло-червоний), J-ланцюг (пурпуровий) та секреторна складова (жовтий). Координати кожного основного атома вуглецю були отримані з PDB entry 3cm9

Імуноглобуліни класу A (IgA, також sIgA в секреторній формі) — антитіло, яке відіграє вирішальну роль в імунній функції слизових оболонок. Кількість IgA, що виробляється на мембранах слизових оболонок, перевищує всі інші типи антитіл у поєднанні. В абсолютному вираженні, від трьох до п'яти грамів IgA секретируются в просвіт кишки кожен день. Це становить до 15 % загальної кількості імуноглобулінів, що виробляються в організмі.
IgA має два підкласи (IgA1 та IgA2) і може вироблятися як у мономерній, так і в димерній формі. Димерна форма IgA є найрозповсюдженішою, її також називають секреторною IgA (sIgA). sIgA — основний імуноглобулін, що міститься у слизових секретах, включаючи сльози, слину, піт, молозиво та секрети сечостатевих шляхів, шлунково-кишкового тракту, простати та епітелію дихальних шляхів. Він також міститься в невеликій кількості в крові. Секреторна складова sIgA захищає імуноглобулін від руйнування протеолітичними ферментами; таким чином, sIgA може вижити в суворих умовах шлунково-кишкового тракту і забезпечити захист від мікробів, які розмножуються в секретах організму. sIgA також може пригнічувати запальний ефект інших імуноглобулінів. IgA є поганим активатором системи комплементу, і опсонізується лише слабко.

## Форми

### IgA1 та IgA2
IgA існує у двох ізотипах — IgA1 та IgA2. Вони обидва сильно глікозильовані білки. Хоча IgA1 переважає у сироватці крові (~80 %), відсоток IgA2 у секретах вищий, ніж у сироватці крові (~35 % у секретах); співвідношення клітин, що секретують IgA1 та IgA2, різниться в різних лімфоїдних тканинах людського тіла:
- IgA1 — це переважний підклас IgA, який міститься в сироватці крові. У більшості лімфоїдних тканин переважання клітини, що виробляють IgA1.[13]
- У IgA2 важкі та легкі ланцюги пов'язані не дисульфідом[en], а нековалентними[en] зв'язками. У секреторних лімфоїдних тканинах (наприклад, лімфоїдна тканина, асоційована з кишкою[en] або GALT) частка вироблення IgA2 більша, ніж у несекреторних лімфоїдних органах (наприклад, селезінці, периферичних лімфатичних вузлах).

Як IgA1, так і IgA2 виявлені у зовнішніх секретах, таких як молозиво, материнське молоко, сльози та слина, де IgA2 є більш помітним, ніж у крові.
Полісахаридні антигени, як правило, індукують більше IgA2, ніж білкові антигени.
І IgA1, і IgA2 можуть бути у мембранно-зв'язаній формі. (див. B-клітинний рецептор)

### Сироватковий та секреторний IgA
Також можна розрізнити форми IgA за їх місцем розташування — сироватковий IgA nf секреторнbq IgA.
У секреторному IgA, формі, що міститься в секретах, полімери 2–4 мономерів IgA пов'язані двома додатковими ланцюгами; як така, молекулярна маса slgA становить 385 000 а.о.м. Одним з них є J-ланцюг (приєднувальний ланцюг), який є поліпептидом молекулярної маси 15 000 а.о.м., багатим цистеїном і структурно повністю відмінним від інших ланцюгів імуноглобулінів. Цей ланцюг утворюється в клітинах, що секретують IgA.
Олігомерні форми IgA у зовнішніх (слизових) секретах також містять поліпептид набагато більшої молекулярної маси (70 000 а.о.м.), який називається секреторною складовою, що виробляється епітеліальними клітинами. Ця молекула походить від рецептора полі-Ig (130 000 а.о.м.), який відповідає за поглинання та трансцелюлярне транспортування олігомерного (але не мономерного) IgA через епітеліальні клітини та у виділення, такі як сльози, слина, піт та кишкова рідина.

## Фізіологія

### Сироватковий IgA
У крові IgA взаємодіє з Fc-рецептором, що називається FcαRI (або CD89), який експресується на імунних ефекторних клітинах, ініціюючи запальні реакції. Лігування FcαRI IgA, що містить імунні комплекси, спричиняє антитілозалежну клітинно-опосередковану цитотоксичність (АЗКЦ), дегрануляцію еозинофілів та базофілів, фагоцитоз моноцитами, макрофагами та нейтрофілами та активацію респіраторної активності поліморфно-ядерних лейкоцитів.

### Секреторний IgA
Висока концентрація IgA на слизових ділянках є результатом взаємодії між плазматичними клітинами, що виробляють полімерний IgA (pIgA), і клітинами епітелію слизової, які експресують рецептор імуноглобуліну, який називається полімерним рецептором імуноглобулінку (pIgR). Полімерний IgA (головним чином секреторний димер) виробляється плазматичними клітинами у власній пластинці, прилеглої до поверхонь слизової. Він зв'язується з полімерним рецептором імуноглобуліну на базолатеральній поверхні епітеліальних клітин і потрапляє в клітину шляхом ендоцитозу. Комплекс рецептор-IgA проходить через клітинні відділи, перш ніж виділятися на просвітню поверхню епітеліальних клітин, все ще приєднану до рецептора. Відбувається протеоліз рецептора, і димерна молекула IgA, разом з частиною рецептора, секреторною складовою, відомою як sIgA, можуть вільно дифундувати по всьому просвіту. У кишці IgA може зв'язуватися із шаром слизу, який покриває епітеліальні клітини. Таким чином формується бар'єр, здатний нейтралізувати загрози до того, як вони досягнуть епітеліальних клітин.
Утворення sIgA проти специфічних антигенів залежить від відбору зразків М-клітин і основних дендритних клітин, активації Т-клітин та переходу класу В-клітин у GALT, брижових лімфатичних вузлів та ізольованих лімфоїдних фолікул у тонкий кишці.
sIgA в основному діє шляхом блокування епітеліальних рецепторів (наприклад, шляхом зв'язування їх лігандів із патогенними мікроорганізмами), стерично перешкоджаючи прикріпленню до клітин епітелію та імунної ексклюзії. Імунна ексклюзія — це процес аглютинації полівалентних антигенів або патогенів, зшиваючи їх з антитілами, захоплюючи в шар слизу та/або очищаючи перистальтично. Олігосахаридні ланцюги компонента IgA можуть поєднуватися зі слизовим шаром, який розміщений над епітеліальними клітинами. Оскільки sIgA є поганим опсоніном і активатором комплементу, простого зв'язування патогена не обов'язково достатньо для його утримання — певні епітопи, можливо, повинні бути пов'язані, щоб стерично перешкоджати доступу до епітелію.
Кліренс IgA принаймні частково опосередковується азіалоглікопротеїновими рецепторами, які розпізнають N-глікани IgA, що припиняються галактозою.

## Патологія

### Генетична
Зниження або відсутність IgA через спадкову нездатність виробляти IgA називається селективним дефіцитом імуноглобулінів класу А і може спричинити клінічно значущий імунодефіцит.
Антитіла до IgA, іноді присутні у осіб з низьким рівнем або відсутністю IgA, можуть спричинити серйозні анафілактичні реакції при переливанні продуктів крові, які випадково містять IgA. Однак більшість людей із підозрою на анафілактичні реакції до IgA мали гострі генералізовані реакції, спричинені іншими чинниками, крім переливання продуктів крові із IgA.

### Мікробна
Види Neisseria, включаючи Neisseria gonorrhoeae (що викликає гонорею), Streptococcus pneumoniae та Haemophilus influenzae типу B, всі виділяють протеазу, яка руйнує IgA. Крім того, було доведено, що види Blastocystis мають кілька підтипів, що утворюють ферменти цистеїнової та аспарагінової протеази, які розкладають (деградуються) IgA людини.

### Аутоімунні та імунно-опосередковані
IgA-нефропатія спричиняється відкладеннями IgA в нирках. Поки невідомо, чому відкладення IgA виникають при цьому хронічному захворюванні. Деякі теорії припускають, що аномалії імунної системи призводять до цих відкладень.
Целіакія включає патологію IgA через наявність антиендомизиальних антитіл IgA.
Геморагічний васкуліт — це системний васкуліт, спричинений відкладеннями IgA та компонента 3 системи комплементу (С3) у дрібних судинах. Геморагічний васкуліт зазвичай виникає у маленьких дітей і вражає шкіру та сполучні тканини, мошонку, суглоби, шлунково-кишковий тракт та нирки. Зазвичай це стає ускладенняи після інфекцій верхніх дихальних шляхів і розсмоктується протягом декількох тижнів, коли печінка очищає сукупності IgA.
Лінійний бульозний дерматоз IgA та пемфігус IgA — два приклади імунобульозних захворювань, опосередкованих IgA. Імунобульозні захворювання, опосередковані IgA, часто важко піддаються лікуванню навіть за допомогою зазвичай ефективних препаратів, таких як ритуксимаб.

### Індукована ліками
Ванкоміцин може індукувати лінійний бульозний дерматоз IgA у деяких пацієнтів.